# Nietro
Die Maßeinheit Nietro oder Carga war das spanische Fuder und als Weinmaß im Königreich Aragonien verbreitet.
Die Maßkette war
- 1 Nietro = 16 Cantaros/Arrobas = 159,36 Liter
- 1 Nietro = 8350 ½ Pariser Kubikzoll[1]
- 1 Cantara = 502 Pariser Kubikzoll = 9,96 Liter

Die Weincantara hatte auch 10,313 Liter, so dass sich für 1 Nietro  165 Liter ergaben, auch 165,8 Liter.